# Hypena callipona
Hypena callipona är en fjärilsart som beskrevs av George Thomas Bethune-Baker 1908. Hypena callipona ingår i släktet Hypena och familjen nattflyn. Inga underarter finns listade i Catalogue of Life.